# بولا بادوسا
بولا بادوسا غيبرت (أباوليو شاوزي) ؛ (مواليد 15 نوفمبر 1997) لاعبة تنس إسبانية فازت بلقب الفردي للفتيات في بطولة فرنسا المفتوحة 2015 بفوزها على آنا كالينسكايا في النهائي.

## روابط خارجية
- بولا بادوسا على موقع رابطة محترفات التنس (الإنجليزية)
- بولا بادوسا على موقع الاتحاد الدولي لكرة المضرب (الإنجليزية)
- بولا بادوسا على موقع كأس بيلي جين كينغ (الإنجليزية)
- بولا بادوسا على موقع بطولة ويمبلدون (الإنجليزية)
- بولا بادوسا على موقع خلاصة التنس.كوم (الإنجليزية)
- بولا بادوسا على موقع اللجنة الأولمبية الدولية (الإنجليزية)
- بولا بادوسا على موقع أوليمبيديا (الإنجليزية)